# Kremenik (Bułgaria)
Kremenik (bułg. Кременик) – wieś w Bułgarii, w obwodzie Kiustendił, w gminie Dupnica. Według danych szacunkowych Ujednoliconego Systemu Ewidencji Ludności oraz Usług Administracyjnych dla Ludności, 15 września 2022 roku miejscowość liczyła 74 mieszkańców.